# Принудительная стерилизация
Принуди́тельная стерилиза́ция — государственная программа, которая принуждает людей пройти хирургическую или химическую стерилизацию.
В первой половине XX века такие программы были начаты в некоторых странах мира, как правило, в рамках исследований евгеники, и были предназначены для предотвращения размножения людей, которые считались носителями дефектных генетических признаков.
Принудительная стерилизация была признана преступлением против человечности, если она широкомасштабно и систематически применяется. Римский статут Международного уголовного суда издал пояснительную записку, которая определяет такие действия как подпадающие под юрисдикцию Международного уголовного суда.

## По странам

### Дания
На территории Дании в период с 1929 по 1972 годы воплощалась в жизнь госпрограмма по принудительной стерилизации «морально слабых и неполноценных» — то есть, людей, которые, по мнению властей, не должны были иметь возможности заводить детей. Под действие этой программы попадали преступники, включая педофилов и поджигателей, женщины с низкой социальной ответственностью, а также молодые люди обоих полов, ведущие беспорядочную половую жизнь.
Уточняется, что только с 1929 по 1967 годы было насильно стерилизовано не менее 11 тысяч датчан. При этом, если человек не подлежал заключению под стражу, после проведения процедуры его отпускали. Tсть свидетельства, что многие люди, прошедшие через принудительную стерилизацию, впоследствии имели серьёзные психологические проблемы.
Также стерилизации по национальному признаку подверглись гренландские эскимосы.

### Германия
Самой известной программой стерилизации XX века была программа нацистской Германии. Одним из первых законодательных актов Адольфа Гитлера после прихода к власти явился «Закон о предотвращении рождения потомства с наследственными заболеваниями», принятый в июле 1933 года и основанный на рекомендациях учёных, занимавшихся евгеникой. Закон подписал сам Гитлер, и более 200 евгенических судов были созданы специально для контроля исполнения закона.
Согласно закону, решение о принудительной стерилизации принималось специальным судом, состоящим из двух психиатров и одного судьи. 
Стерилизация осуществлялась посредством вазэктомии и перевязки маточных труб. С 1934 по 1945 год принудительно стерилизовали 300 000—400 000 человек (по другим оценкам, от 200 000 до полумиллиона), страдающих слабоумием, шизофренией, аффективными нарушениями, эпилепсией, наследственной глухотой и слепотой, болезнью Гентингтона, тяжёлыми уродствами и тяжёлым алкоголизмом. Приблизительно 60 % из подвергшихся стерилизации людей имели психиатрические диагнозы.
По немецким законам все врачи в рейхе были обязаны сообщать о тех пациентах, которые были признаны умственно отсталыми, психически больными (в том числе шизофренией и маниакально-депрессивным психозом), эпилептиками, слепыми, глухими или физически изуродованными. Тем, кто не сообщал, грозили денежные штрафы.
Большинство процедур стерилизации было проведено в предвоенные годы, с 1934 по 1937 год. Также принудительной стерилизации должны были быть подвергнуты все оставшиеся в живых лица частично еврейского происхождения и лица частично африканского происхождения, а также цыгане и ениши.
За всё время действия программы (до 1945 года) стерилизации ей подверглись от 200 до 400 тысяч человек.

### Индия
В рамках чрезвычайного положения проводилась стерилизация среди сельского населения, по программе, которая называлась «Насадки» (вазэктомия).

### Канада
Принудительная стерилизация в Канаде имеет документированную историю в двух канадских провинциях Альберта и Британская Колумбия. Канадский институт обязательной стерилизации очень похож на американскую систему. Одним из примечательных различий заключается в лечении обычных, а не сумасшедших преступников. Канадское законодательство никогда не позволяло использовать стерилизацию как карательный инструмент. Исследования записей о стерилизации показали, что ей непропорционально часто подвергались индейцы и метисы.

### Китай
В Китае в рамках выполнения «политики одного ребёнка» применяется принудительная стерилизация. Это противозаконно, и некоторые местные чиновники были осуждены за подобное принуждение. В 2010 году фонд Amnesty International обвинил власти города Пунин в принуждении людей к стерилизации путём заключения в тюрьму их пожилых родственников.

### Польша
В Польше в 2010 году введена практика химической стерилизации осуждённых за преступления сексуального характера.

### Россия
В российских психоневрологических интернатах принудительная стерилизация женщин является повсеместной практикой. Женщин направляют в больницы для операции, либо не объясняя причин и целей госпитализации, либо угрозами заставляя подписать согласие на стерилизацию. Так, в Озерском психоневрологическом интернате 14 недееспособных молодых женщин были подвергнуты стерилизации без процедуры рассмотрения данного вопроса в судебном порядке, предусмотренном приказом Министерства здравоохранения РФ. Эти случаи стерилизации вызвали бурную реакцию общественности и обсуждались в СМИ.
В 2020 году получили огласку случаи принудительной стерилизации женщин, проживавших в Уктусском пансионате для престарелых и инвалидов в пригороде Екатеринбурга. 15 женщин-сирот с психическими расстройствами, живущих в этом пансионате, подвергли хирургической стерилизации — некоторых из них без согласия и без всяких объяснений, других заставляли подписать формальное согласие на операцию, угрожая отправить их в дом для психически больных инвалидов, где условия проживания значительно более тяжёлые. История Людмилы Гусевой, живущей в Уктусском пансионате и опубликовавшей видеообращение о принудительной стерилизации, которой она подверглась, произвела огромный резонанс.

### США
Соединённые Штаты были первой страной, которая централизованно ввела стерилизацию для целей евгеники.
Принудительная стерилизация вводилась параллельно с евгеническими законами о браке. В 1895 году в Коннектикуте был принят евгенический закон о браке, к 1917 году такие законы появились в 20 штатах. К 1917 году стерилизацию одобрили в 16 штатах. Главным объектом программы являлись люди с психическими расстройствами и умственно отсталые. Также в некоторых штатах под действие программы попадали глухие, слепые, эпилептики и люди с физическими уродствами. Если речь шла о женщине, то лишь не достигших 45 лет подвергали стерилизации, так как считалось, что после этого возраста женский организм полностью терял способность к репродукции. В ряде случаев запрещался брак и совместное проживание, за нарушение мог быть назначен тюремный срок до 3 лет. В некоторых штатах, как, например, Индиана и Огайо, закон касался и хронических алкоголиков, в Джорджии он распространялся на людей с психическими расстройствами, в Вирджинии касался брака с представителем другой расы. В Нью-Гэмпшире разрешали такой «второсортный» брак — только при полной стерилизации. Пик применения стерилизации пришёлся на 1929 год — начало периода Великой депрессии.
Первым штатом, где принудительная стерилизация получила законодательное основание, стала Индиана, в 1907 году принявшая соответствующий акт. Под действие закона попадали люди с имбецильностью и идиотией, преступники-рецидивисты и насильники. С 1927 по 1974 год под действие закона попали две с половиной тысячи человек, в основном это были люди с психическими расстройствами, слабоумием и эпилепсией.
В 1927 году возник судебный прецедент — дело Бак против Белла, в котором восемь из девяти судей Верховного суда США проголосовали за принудительную стерилизацию восемнадцатилетней Керри Бак из Вирджинии, причём обоснованием для решения явилось то, что она, как и её мать, считалась умственно отсталой, рожавшей незаконнорождённых детей. Позже выяснилось, что Керри стала жертвой изнасилования одного из родственников, однако раскрытие этого факта на решение не повлияло. Её ребёнок также был признан умственно отсталым. К 1929 году евгенические законы были приняты в 24 штатах.
После дела Бак темпы стерилизации ускорились: к 1939 году было 30 тысяч (и 9 тысяч за период с 1909 по 1927 год) стерилизованных. На распространение евгеники повлиял закон об иммиграции 1924 года, который резко ограничил последующую иммиграцию.
«Америка должна остаться Америкой. Биологические законы показывают… что нордическая раса ухудшается, если смешивается с другими».
По словам Анджелы Дэвис, многие индейцы и афроамериканцы были стерилизованы против воли во многих странах, что часто происходило без их ведома, пока они находились в больнице по другой причине. В США принудительной стерилизации чаще подвергались женщины-афроамериканки (так как считалось, что они не в состоянии контролировать свою половую жизнь); целью этого было ограничение роста числа чёрных семей, претендующих на социальное пособие. Впереди в этом отношении была Северная Каролина.
Наибольшее количество случаев стерилизации осуществилось в Калифорнии с 1909 по 1964 год: более 20 тысяч человек. Такое большое число было достигнуто в связи с тем, что в штате отсутствовал механизм, позволяющий оспорить решение медкомиссии; кроме того, стерилизовать там могли и по решению опекуна, даже если человек не являлся ненормальным. Второе место по стерилизации занимает Северная Каролина, где с 1929 по 1973 год стерилизовали 8 тысяч граждан. Третье место занимает Вирджиния, где с 1924 по 1929 год стерилизовали свыше 7,3 тысяч человек. Принудительная стерилизация в рамках евгеники осуществлялась в США до 1974 года.

### Чехия
В Чехии действует программа хирургической стерилизации осуждённых мужчин за преступления сексуального характера. Причём большинство заключённых соглашаются на кастрацию по причине бессрочного нахождения в психиатрических учреждениях в случае отказа.

### Чехословакия
Чехословакия проводила политику стерилизации цыганок начиная с 1973 года. Диссиденты в «Хартии 77» осудили эту политику в 1977—1978 годах как геноцид, но практика продолжалась и после бархатной революции 1989 года. Доклад 2005 года независимого омбудсмена Отакара Мотейла рассказывает о десятках случаях принудительной стерилизации в период с 1979 по 2001 год и призывает к уголовному расследованию и возможному судебному преследованию в отношении нескольких медицинских работников и администраторов.

### Швейцария
Политика евгеники активно проводилась в стране до конца 1980-х годов (даты окончания политики различались в разных кантонах). Основными жертвами принудительной стерилизации были ениши и умственно отсталые. Швейцарский парламент отказался принимать закон о компенсациях жертвам стерилизации.

### Швеция
В 1977 году после статьи Мацея Зарембы в газете «Dagens Nyheter» внимание общества было привлечено к тому факту, что в Швеции с конца 30-х до середины 50-х годов XX века выполнялась большая государственная программа по стерилизации. Правительственная комиссия была создана для проверки фактов и завершила расследование по этому поводу в 2000 году.
Евгенический закон был принят в 1934 году и официально отменён в 1976 году. В отчёте комиссии указывалось, что за время действия программы 21 тыс. человек были принудительно стерилизованы, 6 тыс. человек были принуждены к «добровольной» стерилизации и о примерно 4 тыс. случаев нельзя точно выяснить, была ли стерилизация добровольной или насильственной. Впоследствии 1 600 человек, подвергшиеся принудительной стерилизации, получили компенсации от правительства.
Программа была предназначена в первую очередь для избавления общества от наследственных болезней и психических отклонений, а кроме того для пресечения потомства от лиц смешанной расовой принадлежности. В 1922 году в Уппсале был основан Государственный институт расовой биологии. С 1927 года парламент страны разрабатывал пакет законов о стерилизации. В 1932 году закон был готов и принят в 1934 году. Он включал в себя нормы о стерилизации людей по социально-профилактическим причинам и даже без согласия самого человека. В 1938 году в Швеции уже проводилась стерилизация цыган и «татар» (под «татарами» в Швеции понимали детей от шведско-цыганских союзов). Следующий закон, принятый в 1941 году, отменял минимальный возраст стерилизации. С 1950 года число операций постепенно снижается. В 1960—1970 годах преобладают операции по медицинским показаниям и с добровольного согласия пациента.
Общество «Шведская расовая гигиена» основано в 1909 году, и в 1934 году работы супругов Алвы и Гуннара Мюрдаль способствовали развитию евгенических тенденций в практической политике Швеции. Они предложили для развития общества всеобщего благосостояния блокировать передачу генетической информации от тех людей, которые являлись «обузой» для общества, душевнобольных и лиц с наследственными заболеваниями. Поэтому учёные предложили «корректирующие социальные реформы» в виде стерилизации, которые должны были предотвратить распространение их генетического материала.

### Узбекистан
По данным двухгодичного исследования, проведённого корреспондентом Би-би-си Натальей Антелавой, программа принудительной стерилизации женщин детородного возраста действует в Узбекистане с 1999 года, через эту процедуру уже прошли десятки тысяч женщин. Узбекское министерство иностранных дел категорически отрицает наличие данной программы.

### Япония
Закон о евгенике действовал в стране с 1948 по 1996 год. Он допускал хирургическую стерилизацию, когда у женщины, её супруга или члена семьи в пределах четвёртой степени родства было серьёзное генетическое отклонение. Операцию часто проводили без согласия пациента.
Всего от евгенического закона пострадали около 25 000 японцев, 16 500 из которых, как предполагается, операцию провели принудительно.